# 王专
王专（？—），男，汉族，辽宁新民人，中华人民共和国政治人物，曾任中共铁岭市委书记，中共本溪市委书记，辽宁省人大常委会副主任。